# Üzeyir Hacıbəyov
Üzeyir Hajibeyov (Agjabadi, Oroszország, 1885. szeptember 18. – Baku, 1948. november 23.) szovjet-azeri zeneszerző, karmester, drámaíró, az azerbajdzsáni klasszikus zene és opera  atyja. Ő komponálta az Azerbajdzsáni Demokratikus Köztársaság nemzeti himnuszának zenéjét, ő állította össze az Azerbajdzsán által a szovjet időszakban használt himnuszt is, és ő volt az opera első zeneszerzője az iszlám világban.

## Életpályája
Üzeyir Hajibeyov, teljes nevén Üzeyir bey Abdul Huseyn oglu Hajibeyov az oroszországi Elisabethpol kormányzóságában lévő Agjabadiban született, amely jelenleg Azerbajdzsán része. Apja, Abdul Huseyn Hajibeyov évekig a Khurshidbanu Natavan titkára volt. 
Hajibeyov Şuşában nőtt fel. Şuşát az azerbajdzsáni zene és kultúra bölcsőjének nevezik, mely híres volt zenei öröksége miatt. A tehetséges zenészek és énekesek miatt a várost Kaukázus Zenei Konzervatóriumának is nevezték. És az a tény, hogy Hajibeyov Şuşában nőtt fel, megmagyarázza, hogy 1908-ban, 22 éves korában, nagyon kevés formális zenei végzettséggel, képes volt teljes hosszúságú operát írni.
Iskoláit egy vallásos iskolában (madrasah) kezdte meg, ahol tökéletesítette arab és perzsa nyelvtudását. Később egy kétéves orosz-azerbajdzsáni iskolában tanult. Itt, kedvenc tanára, Mirza Mehdi Hasanzadeh segítségével megismerte a keleti és a nyugati híres klasszikus írók örökségét. Shusha zenei előadási hagyományainak gazdagsága nagyban befolyásolta Uzeyir Hajibeyov zenei nevelését. Később erről az időről írta: „Az első zenei nevelést gyermekemként Shushában kaptam, ahol a legjobb énekesek és saz-szereplők voltak. Abban az időben mugákat és mulatságokat énekeltem.” Uzeyir Hajibeyov első tanára nagybátyja, Agalar Aliverdibeyov volt, az azeri népzene kiváló ismerője.
1899 és 1904 között Uzeyir Hajibeyov a Gori Pedagógiai Szemináriumban tanult. Ott az általános oktatás mellett zenét is szerzett. Ebben az iskolában Hajibeyov hegedülni is megtanult. A pedagógiai szeminárium elvégzése után Uzeyir Hajibeyovot kinevezték a felső karabahhi Hadrut falu tanárává. Hajibeyov egy éven át dolgozott ott, majd véglegesen Bakuban telepedett le, ahol munkáját matematika, földrajz, történelem, azeri és orosz nyelvek, valamint a zene tanításával folytatta. Itt írta meg a politikai, jogi, gazdasági és katonai kifejezések török-orosz és orosz-török szótárát, és az Aritmetikai problémák című tankönyvet 1908-ban, melyet az Orujov Brothers kiadó adott ki Bakuban. 
Hajibeyov átélte az 1905-ös és 1917-es forradalmakat, az Azerbajdzsáni Demokratikus Köztársaság 1920-as bukását és mindkét világháborút. 
Hét operájából és három és zenei vígjátékból az első, Leyli és Majnun című művét 1908-ban írta, amely a 15. századi költő, Fuzûlî tragikus szerelmi története alapján készült. Második operája, a Sejk Sanan 1909-ben készült, olyan formában, amely teljesen ellentétes az elsővel. Hajibeyov ezúttal tisztán európai stílust alkalmazott. A Sejk Sanan zenei kompozícióként kapott raveket, ám a tartalom nem volt túl haladó az adott időszakban.
A Sejk Sanannal ellentétben Hajibeyov művei közül a Rustam és Sohrab (1910), Asli és Karam (1912), Shah Abbas és Khurshid Banu (1912), valamint Harun és Leyli (1915) című operái teljes mértékben az azeri népzene elemeire, elsősorban a mughamre épültek.
Hajibeyov egyik legnagyobb öröksége a professzionális zeneiskola létrehozásának gondolata volt. Ezért az 1920-ban alapított Bakui Zeneakadémiát (az akkori Azerbajdzsán Állami Konzervatóriumot) halála után Hajibeyovnak nevezték el. Ez az iskola végezte Azerbajdzsán leghíresebb zeneszerzőinek, például Gara Garajev, Fikrat Amirov, Jovdat Hajiyev, Soltan Hajibeyov, Tofig Guliyev és Vagif Mustafazade képzését is. 
1931-ben Hajibeyov segített az Azeri Népi Hangszerek Zenekarának létrehozásában. Ez a zenekar olyan európai klasszikus dalokat mutatott be, mint például Mihail Ivanovics Glinka, Wolfgang Amadeus Mozart, Franz Schubert, Georges Bizet és mások. Tehát Hajibeyov volt az első zenész, aki a hangrendszert adaptálta a hagyományos azeri hangszerekhez.
Hajibeyov 1936-ban segített az Azerbajdzsáni Állami Kórus alapításában az Azerbajdzsán Filharmonikusok Társaságában.
1948. november 23-án, 63 éves korában cukorbetegségben hunyt el Bakuban, ott is temették el.

## Munkássága
1919 és 1920 között Hajibeyov az Azerbajdzsán újság, az Azerbajdzsáni Demokratikus Köztársaság fő kormányzati médiatestületének főszerkesztője.
1927-ben a muzulmán Magomayev zeneszerzővel közösen közzétette az azerbajdzsáni népdalok gyűjteményét. Első alkalommal több mint 300 azeri népzenei darabot dokumentáltak. 1945-ben kiadta az Azerbajdzsán népzene alapja című könyvet, amelyet több nyelvre lefordítottak, köztük angolra is.
Hajibeyov 1938-ban csatlakozott a kommunista párthoz. Kétszer volt a Szovjetunió legfelsőbb, az Unió legmagasabb jogalkotó intézményének képviselője.

## Operái
- Leyli és Majnun c. operajával az operaművészet nemcsak Azerbajdzsánban, hanem az egész muzulmán keleti részén is megalapozottnak bizonyult, 1908. január 12-én mutatták be a Haji Zeynalabdin Taghiyev színházban. Hacibeyov az opera librettóját Fizuli által írt azonos című vers alapján írta. Az első előadást Hussein Arablinski színész és rendező készítette. A zenekar mestere Abdurrahim bay Hagverdiyev író-drámaíró volt. Huseynqulu Sarabski a Majnun és Abdurrahim Farajov a Leyli szerepében volt. A következő előadásokban maga Hajibeyov, közeli barátja és kollégája, zeneszerző, muzulmán Magomajev játszott együttesmesterként. Ezt a szerepet először játszotta Huseyinqulu Sarablinski. Aztán ezek az emberek - Sidghi Ruhulla, Khanlar Hakhverdiev, Aliovsat Sadıghov, Shirzad Hüseynov, Gulagha Mammadov, Mais Salmanov, Gulu Asgarov, Bakir Hashimov, Ali Mehdiyev, Arif Babaev, Baba Mirzaev, Canim Gabrama, Canali Akbarov, Canali Akbarov Majnun szerepében a következő előadásban.

- Koroglu c. operáját először 1937. április 30-án mutatták be az azerbajdzsáni Opera és Balett Színházban. Ez volt az első klasszikus opera, amely a hősi eposz motívumain alapult Azerbajdzsánban.

- Életének következő éveiben a Firuza operán dolgozott.

## Zenei vígjátékok
- Férj és feleség - Hajibeyov első zenei vígjátéka, amely három jelenetből áll. Ez az azerbajdzsáni zenei komédia első példája. Az első premierje 1910-ben volt. H. Sarabski és A. Aghdamski Marjan és Minnat szerepében játszott. Hajibeyov maga írta a vígjáték vázlatát.

- O olmasın, bu olsun - második operettjének első bemutatója 1911-ben a bakui Mailovs testvérek színházában volt. Ebben az operában a Mən nə qədər qoca olsam da dal és az Uzundere nemzeti népzene hangzik el, benne néhány változással.

Később, ezt az operát különféle nyelvekre fordították, kaukázusi országokban, Törökországban, Bolgarisztánban, Jamanban és más országokban mutatták be.
- Arşın mal alan - operett; ez alapján készült el az első játékfilm 1916-ban. Ez némafilm volt.

A következő alkalommal 1945-ben a Baku filmstúdióban vetítették, néhány változással. A film főszerepe Rashid Behbudové volt.

## Díjai, kitüntetései
Hajibeyov volt az első keleti operák és operettek alkotója. 1938-ban a Szovjetunió népi művésze címet kapta. Emellett kitüntették a Lenin- renddel és a Sztálin-díjjal is, amelyet kétszer nyert el, egyszer 1941-ben a Koroghlu operaért (1936), másodszor 1946-ban az 1945-ös filmért, amely az Arshin Mal Alan opera alapján készült.
Hajibeyov egyetemi tanár volt a Baku Zeneakadémián (amelynek 1928–1929 és 1939–1948-ban is volt vezetője), valamint az Azerbajdzsán Tudományos Akadémia aktív tagja. Élete utolsó 10 évében az Azerbajdzsán Zeneszerzők Szövetségének elnöke volt.

## Színpadi művei
- Leyli és Majnun, opera, 1908
- Sheikh Sanan, opera, 1909, a zeneszerző megsemmisítette
- Férj és feleség, operett, 1910
- O olmasın, bu olsun (Ha nem az, akkor ez). Zenei komédia (operett), 1910
- Rustam és Zohrab, mugham opera, 1910
- Asli és Kerem, a mugham opera négy színészi és hat jelenetében, 1912
- Shah Abbas és Khurshid Banu, mugham opera, 1912
- Arshin Mal Alan (A ruhadarab). Zenei komédia (operett), 1913
- Harun és Leyli, mugham opera, 1915
- Koroğlu (A vak ember fia), opera, 1936, premierje 1937-ben volt